# バカリャウ・ア・ブラース
- バカリャウ・ア・ブラス
- バカリャウ・ア・ブラーシュ

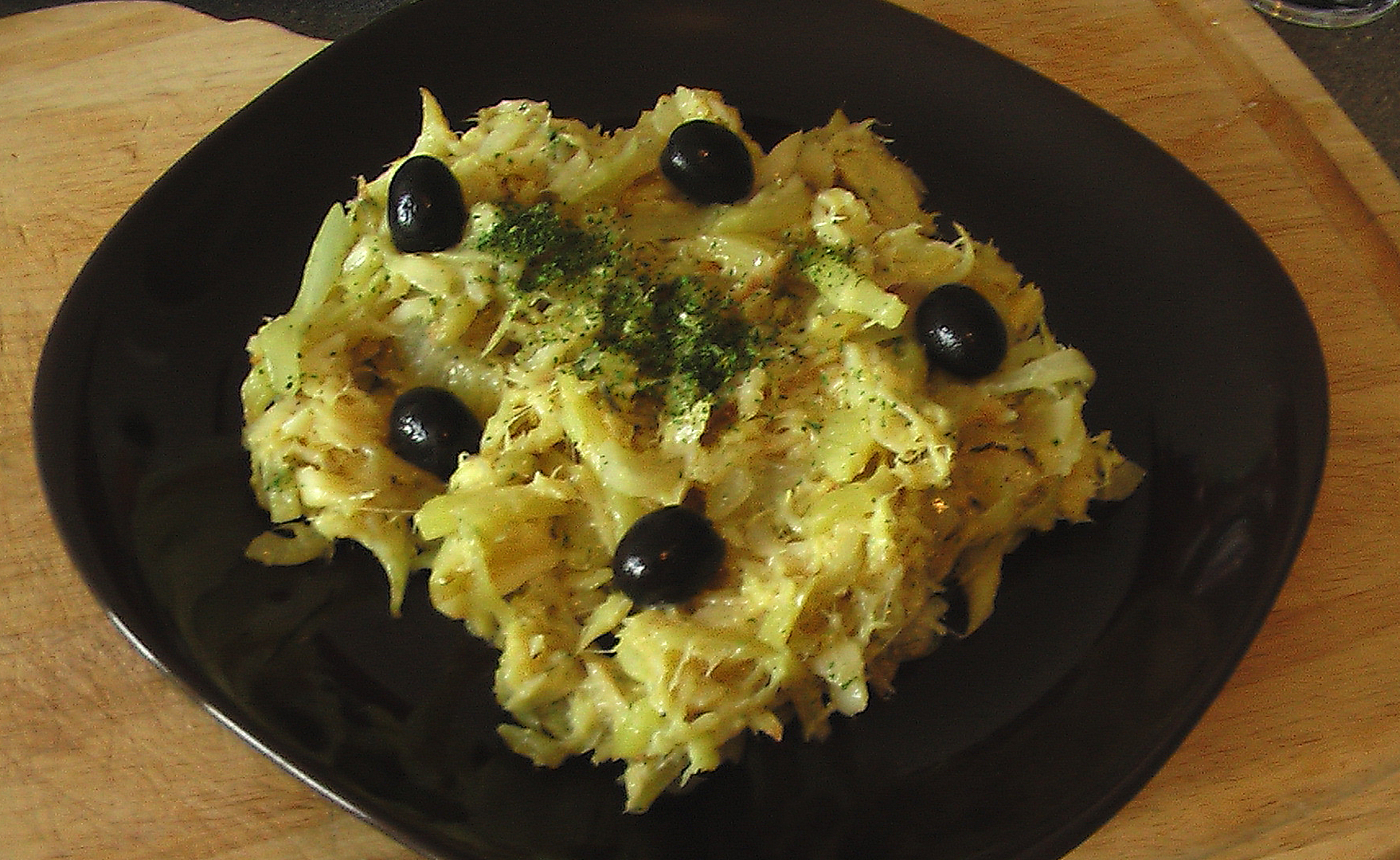
バカリャウ・ア・ブラース

バカリャウ・ア・ブラース（葡: Bacalhau à Brás）は、ポルトガルの魚料理の一種である。バカリャウ（バカラオとも）はタラの塩漬けを意味し、ブラースは考案者の名前からとられたと考えられている。

## 調理法
細切りにしたバカラオを、タマネギと、マッチ棒大に刻んだフライドポテトとともに卵とじにした料理である。ブラックオリーブの実を添え、新鮮なイタリアンパセリを散らして食べるのが一般的である。同様の調理法は野菜や鶏肉、キノコなどの食材にも用いられ、タラの代わりに鶏肉を材料にしたfrango à Brásも人気である。

## 歴史
起源は定かではないが、19世紀後半のリスボンの旧市街バイロ・アルトにおいて、料理名は異なるが調理法が類似する、タラ料理のレシピが元と考えられている。